# 47 Tucanae
47 Tucanae (NGC 104) is een bolvormige sterrenhoop in het sterrenbeeld Toekan (Tucana). Het is gelegen op zo'n 13 400 lichtjaar afstand en heeft een diameter van 120 lichtjaar.
Helder genoeg om een Flamsteed-aanduiding te krijgen, werd 47 Tucanae in 1751 gecatalogiseerd door Nicolas Louis de Lacaille. Het is na Omega Centauri de op een na helderste bolhoop en heeft ruwweg dezelfde schijnbare diameter als onze volle maan aan de hemel. Op de breedte van de Benelux is 47 Tucanae niet te zien.

## Bron
- (en)  SEDS-pagina over 47 Tucanae